# Georg Laskaris
Georg Laskaris (mittelgriechisch Γεώργιος Λάσκαρις; † vor 1236) war ein älterer Bruder des byzantinischen Exil-Kaisers Theodor I. Laskaris.

## Leben
Georg war einer von mindestens sechs Brüdern von Theodor Laskaris, der nach dem Fall Konstantinopels im Vierten Kreuzzug das Kaiserreich Nikaia als Nachfolgestaat des Byzantinischen Reiches gegründet hatte. Nach Theodors Kaiserkrönung im März 1208 (oder schon 1207) in Nikaia wurde Georg, ebenso wie Alexios und Isaak Laskaris, mit der hohen Hofwürde eines Sebastokrators (Vizekaisers) ausgezeichnet, die nahen Verwandten des amtierenden Kaisers vorbehalten war. 1211 war Georg Laskaris im Auftrag seines Bruders als Hegemon (Truppenkommandeur) im Raum Smyrna im Thema Thrakesion eingesetzt. Ansonsten ist über sein Leben kaum etwas bekannt. Sein Todesdatum ist vor 1236 anzusetzen.